# Aeroporto de Búzios
O Aeroporto de Búzios ou Aeroporto Umberto Mediano (IATA: BZC, ICAO: SSBZ) é um aeroporto que serve a cidade de Búzios, na Região dos Lagos, no litoral do Rio de Janeiro.
O aeroporto receberá voos da Azul Conecta na temporada de 2020/2021 (iniciando em 17/12/2020).

## História
O Aeroporto foi inaugurado em 2003 e é dedicado à aviação geral. Em 11 de julho de 2012, o aeroporto foi fechado pela exigência da Agência Nacional de Aviação Civil, por apresentar infraestrutura precária. 
Em 1º de setembro de 2014, o aeroporto recebeu autorização para começar a receber aeronaves de pequeno porte, como jatos executivos, táxis aéreos e helicópteros. 

## Informações técnicas
- IATA: BZC
- ICAO: SSBZ
- Tipo: Aeródromo
- Latitude: 22º 45'58S
- Longitude: 41ºC 57' 56 W
- Operação: VFR Diurna, IFR Diurna/Noturna

Pista de Pouso e de Decolagem
- Designação: 08/26
- Comprimento/Largura: 1300m/30m
- Portaria - Ano: 0716-2013
- Resistência: 13/F/C/Y/U

Fonte:  